# Inscripció de Sitovo
La Inscripció de Sitovo és una inscripció prehistòrica descoberta al 1928 per una expedició arqueològica coordinada per Alexander Peev en una cova de Sitovo, a prop de Plòvdiv, a Bulgària. L'han datada del 1200 abans de la nostra era. Z. R. Morfova la va fer pública el 1950.
La inscripció conté dues línies de 3,4 metres de llargada, amb signes de 40 cm d'ample.
S'ha temptejat repetidament traduir-la. La llengua de la inscripció podria ser una barreja d'antic idioma macedoni i frigi.